# Hội đồng Chuyển tiếp Quốc gia Libya

các nước đã công nhận NTC (màu xanh)
Không công nhận (màu đỏ)
Không công nhận tại UN(màu đỏ nhạt)
xem NTC là một bên đàm phán,ngoại giao(màu xanh nhạt)

Hội đồng Chuyển tiếp Quốc gia (tiếng Ả Rập: al-majlis al-waṭanī al-intiqālī) là một tổ chức hình thành bởi lực lượng chống lại tổng thống Gaddafi trong cuộc nổi dậy năm 2011. Việc hình thành tổ chức này đã được công bố tại thành phố Benghazi vào ngày 27 tháng 2 năm 2011 và mục đích của nó là có vai trò là "khuôn mặt chính trị của cuộc cách mạng". Trong một số phương tiện truyền thông, hội đồng được gọi là "Hội đồng Quốc gia Libya". Ngày 5 tháng 3 năm 2011, Hội đồng đã ban hành một tuyên bố trong đó tuyên bố mình là "đại diện duy nhất của toàn nước Libya" . Hội đồng quyết định lấy tên nhà nước Libya là nước Cộng hòa Libya (tiếng Ả Rập: الجمهورية الليبية al-Jumhūriyya al-Lībiyya).
Pháp trở thành quốc gia đầu tiên công nhận Hội đồng Quốc gia của phe đối lập ở Libya và cho biết nước này sẽ gửi một đại sứ đến thành phố Benghazi, đại bản doanh của quân nổi dậy.

## Phản ứng quốc tế
Hội đồng đã tuyên bố rằng họ muốn được công nhận bởi cộng đồng quốc tế. Chủ tịch Hội đồng nói với Al Jazeera rằng "đã có các tiếp xúc chính thức với châu Âu và các nước Ả Rập".
Các quốc gia đã bày tỏ sự ủng hộ của họ đối với hội đồng:
- Pháp: Ngày 05 Tháng 3 2011, phát ngôn viên bộ ngoại giao Pháp Bernard Valero nói hỗ trợ của Pháp cho các hội đồng nói rằng Pháp "cam kết hỗ trợ cho các nguyên tắc mà thúc đẩy hội đồng này và các mục tiêu hội đồng đã đề ra". Ngoại trưởng Pháp Alain Juppé gọi hành động Gaddafi là "điên rồ hình sự".[7]
- Vương quốc Anh: Ngày 5 tháng 3 năm 2011, Bộ trưởng quốc phòng Liam Fox phát biểu rằng một đội ngoại giao nhỏ Anh đã ở Benghazi.[7]. Ngày 10/3, Anh và Pháp ban hành tuyên bố kêu gọi châu Âu công nhận Hội đồng Chuyển tiếp Quốc gia Libya.[8]
- Hoa Kỳ: Ngoại trưởng Hoa Kỳ Hillary Clinton bày tỏ bà sẽ gặp các lãnh đạo đối lập chống Gaddafi trong một chuyến đi sắp tới đến Ai Cập và Tunisia.[9]